# Lago sotterraneo
I laghi sotterranei sono degli ammassi d'acqua presenti sotto la superficie terrestre, di dimensioni sufficientemente ampie per essere chiamati laghi. Nel caso particolare che i laghi siano coperti da una volta ghiacciata, si parla propriamente di laghi subglaciali.

## Esempi

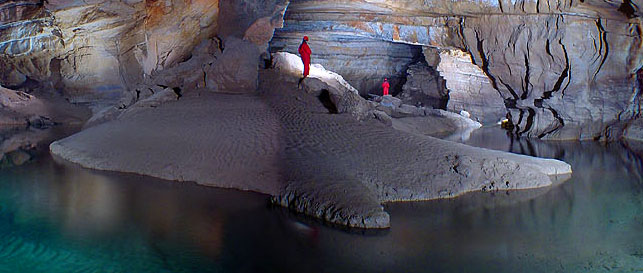
Isola sotterranea in uno dei 22 laghi della grotta Montecroce (Križna jama) in Slovenia.

I dati sui laghi sotterranei presenti nel mondo sono fortemente incompleti. Il più grande lago sotterraneo conosciuto (subglaciale) è il Vostok, scoperto in Antartide nel 1994 per mezzo di rilevazioni radar. Questo, lungo circa 250 km, contiene acqua liquida nonostante la sua collocazione sotto la calotta polare. Complessivamente, in Antartide sono stati scoperti sinora oltre centoquaranta laghi subglaciali.
Tra i laghi sotterranei in senso stretto (cioè coperti da una volta rocciosa), il più grande scoperto finora in Europa è il Lago sotterraneo Saint Léonard, che si trova in Svizzera, nel canton Vallese, ed è stato scoperto nel 1943. Ha una lunghezza di circa 300 m, una larghezza di 20 m ed è visitabile.